# Skënderbegas
Skënderbegas es una localidad albanesa del condado de Elbasan. Se encuentra situada en el centro del país y desde 2015 está constituida como una unidad administrativa del municipio de Gramsh. A finales de 2011, el territorio de la actual unidad administrativa tenía 1239 habitantes.
La unidad administrativa incluye los pueblos de Skënderbegas, Shemberdhenj, Zenelas, Narte, Harunas, Bletez, Fushez, Kullоllas, Vidhan, Ermenj, Kotke, Lemnush y Siman.
Se ubica unos 10 km al sur de la capital municipal Gramsh.